# Nordic

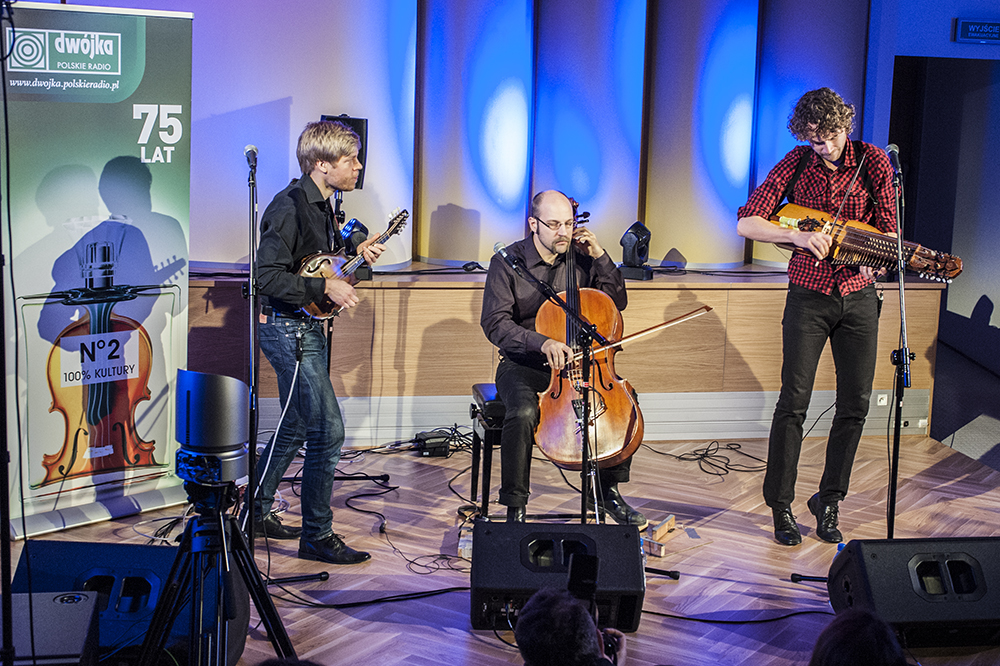
Nordic spelar i polsk rundradio studio i Warszawa i november 2012

Nordic är en svensk folkmusikgrupp, bildad 2004. Gruppens sound brukar karakteriseras som experimentell folkmusik, där traditionell svensk folkmusik blandas med jazz, bluegrass, latin och reggae.

## Biografi
Nordic består av Anders Löfberg (cello), Magnus Zetterlund (mandolin) och Erik Rydvall (nyckelharpa). Trion träffades 2004 på Kungliga Musikhögskolan i Stockholm och tankarna om ett musikaliskt samarbete föddes därur.

### Metropol
2008 släppte bandet sitt debutalbum, Metropol. Skivan fick ett blandat mottagande och snittar på 3,4/5 på Kritiker.se, baserat på tre recensioner.
På Folk & Världsmusikgalan 2010 vann Nordic priset i kategorin "Årets samspel". Året efter, 2011, vann de pris på samma gala, men denna gången i kategorin "Årets grupp". Juryns motivering löd "Strängar i sällsynt samklang parade med en nyfikenhet som inte väjer för det annorlunda och oväntade. Grovt och grant på samma gång. En grupp som syns och hörs med en energi och charm som slår ut det mesta."

### Hommage
Den 11 april 2012 utkom gruppens andra skiva, Hommage på skivbolaget Dimma. På skivan hade gruppen utvecklat sitt sound till att även innefatta tramporgel och hardingfela. Låtmaterialet bestod till största del av egna alster, men även en traditionell polska samt en cover spelades in. Skivan hyllades i pressen och har medelbetyget 4,4/5 på jämförelsesajten Kritiker.se vilket gav skivan en tredjeplats på nämnda sajts lista över årets bästa skivor.

## Diskografi
- 2008 – Metropol
- 2012 – Hommage
- 2016 – Collage